# Gladys Sylvani
Gladys Sylvani, nata Glady Silvani Smith (Londra, 18 dicembre 1884 – Alexandria, 20 aprile 1953), è stata un'attrice inglese teatrale e cinematografica che usò talvolta anche il nome alternativo Gladys Silvani Smith.

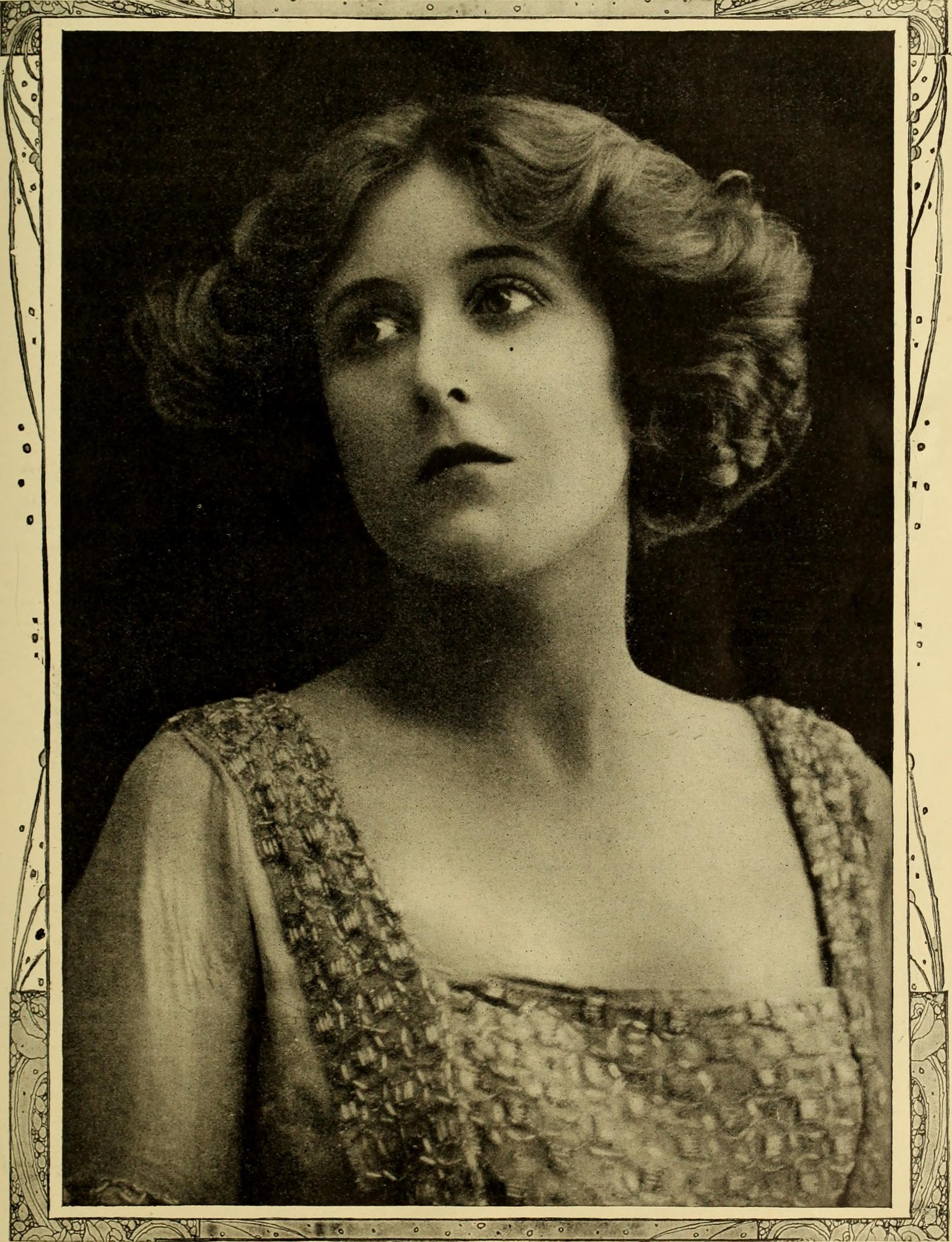
Gladys Sylvani.

Stella dei palcoscenici del West End, fu protagonista di commedie musicali e commedie drammatiche, star indiscussa tra tutte le dive del cinema britannico.

## Biografia
Nata il 18 dicembre 1884 a Holloway con il nome Glady Silvani Smith, iniziò a recitare in teatro. Diventò ben presto una beniamina delle platee londinesi: tra i lavori cui prese parte ci furono The Chryseams, una commedia che restò in scena per ben 810 rappresentazioni e The Arcadians, che fu uno dei successi teatrali delle stagioni 1909-1911.
Il suo debutto sullo schermo risale al 1911 quando apparve come protagonista femminile in un cortometraggio della Hepworth, The Three Lovers, dove fu diretta da Lewin Fitzhamon. Tutta la sua carriera cinematografica, a parte un ultimo film girato nel 1913, si svolse alla Hepworth. Apparve in trentacinque pellicole, dove le venne quasi sempre affidato il ruolo di protagonista.
Non amava usare il cognome Smith, preferendogli quello di Sylvani, ritenuto più esotico. Si ritirò dal cinema nel 1913, trasferendosi in seguito (nel 1939) negli Stati Uniti. Morì in Virginia nel 1953 all'età di 68 anni.

## Filmografia
La filmografia - basata su IMDb - è completa.
- The Three Lovers, regia di Lewin Fitzhamon (1911)
- Mother's Boy, regia di Lewin Fitzhamon (1911)
- Harry the Footballer, regia di Lewin Fitzhamon (1911)
- A Sprained Ankle, regia di Lewin Fitzhamon (1911)
- Till Death Us Do Part, regia di Lewin Fitzhamon (1911)
- A Double Deception, regia di Lewin Fitzhamon (1911)
- Twin Roses, regia di Lewin Fitzhamon (1911)
- The Torn Letter, regia di Bert Haldane (1911)
- Wealthy Brother John, regia di Bert Haldane (1911)
- Jim of the Mounted Police, regia di Lewin Fitzhamon (1911)
- Love and the Sewing Machine, regia di Lewin Fitzhamon (1911)
- The Greatest of These, regia di Lewin Fitzhamon (1911)
- Rachel's Sin, regia di Cecil M. Hepworth (1911)
- The Stolen Letters, regia di Lewin Fitzhamon (1911)
- All's Right with the World, regia di Lewin Fitzhamon (1911)
- The Editor and the Millionaire, regia di Lewin Fitzhamon (1912)
- Our Bessie, regia di Bert Haldane (1912)
- A Pair of Bags, regia di Frank Wilson (1912)
- A Girl Alone, regia di Bert Haldane (1912)
- The Coiner's Den, regia di Frank Wilson (1912)
- The Deception, regia di Bert Haldane (1912)
- The Traitress of Parton's Court, regia di Hay Plumb (1912)
- Mary Has Her Way, regia di Hay Plumb (1912)
- The Bachelor's Ward, regia di Warwick Buckland (1912)
- Love Wins in the End, regia di Warwick Buckland (1912)
- Pamela's Party, regia di Hay Plumb (1912)
- Love in a Laundry, regia di Frank Wilson (1912)
- At the Eleventh Hour, regia di Warwick Buckland (1912)
- Jimmy Lester, Convict and Gentleman, regia di Warwick Buckland (1912)
- Church and Stage, regia di Warwick Buckland (1912)
- Jasmine, regia di Warwick Buckland (1912)
- Her Only Son, regia di Hay Plumb (1912)
- A Woman's Wit, regia di Warwick Buckland (1912)
- A Fisherman's Love Story, regia di Lewin Fitzhamon (1912)
- Fisherman's Luck, regia di Bert Haldane (1913)